# 赤崎月香
赤崎 月香（あかさき つきか、2001年9月19日 - ）は、日本の元女優、元タレント。
山口県出身。イザワオフィスに所属していた。2013年から2023年まで活動した。バラエティ『Let's天才てれびくん』（NHK）のてれび戦士（出演期間2014年度 - 2015年度）で知られる。

## 略歴
2013年、第2回JUNON produce Girls CONTESTを機にアート・エージェンシーに所属、芸能界入り。子役として芸能界にデビュー。2016年4月、イザワオフィス所属。
2023年4月、自身のツイッター上でイザワオフィスの退所と芸能界の引退を発表した。

## 人物
- 趣味・特技はマラソン、茶道、飛行機[1]。

- 小学5年生の時に2年間『We Can☆47』（BSフジ）のWe Can☆47メンバーとして出演する[4][5]。

## 出演

### バラエティ
- We Can☆（2011年9月 - 2013年3月、BSフジ）
- Let's天才てれびくん（2014年3月 - 2016年3月、NHK Eテレ） - てれび戦士
- スタジオパークからこんにちは（2014年5月、日本放送協会）
- 有田ジェネレーション（2017年7月 - 不明、TBSテレビ）
- 映っちゃった映像GP（2017年8月 - 不明、フジテレビ）
- 志村でナイト（2018年10月10日 - 2020年4月1日、フジテレビ） - そば屋のバイト 役[6]
- ワイドナショー（2018年、2019年、不定期、フジテレビ） - ワイドナ現役高校生[7]

### CM
- ソニー、ハンディカム「大騎馬戦編」（2010年8月 - 10月）
- ローソン、Pontaカード（2018年3月 - 不明）

### テレビドラマ
- 24時間テレビスペシャルドラマ 盲目のヨシノリ先生〜光を失って心が見えた〜（2016年8月27日、日本テレビ）
- 月曜名作劇場 「魔性の群像5」（2019年1月28日、TBS）佐野遥 役